# Behma, Sînelnîkove
Behma (în ucraineană Бегма) este un sat în așezarea urbană Slavhorod din raionul Sînelnîkove, regiunea Dnipropetrovsk, Ucraina.

## Demografie
Componența lingvistică a localității Behma
     Ucraineană (89,07%)
     Rusă (6,07%)
Conform recensământului din 2001, majoritatea populației localității Behma era vorbitoare de ucraineană (89,07%), existând în minoritate și vorbitori de rusă (6,07%) și armeană (1,62%).